# Kemendollár
Kemendollár è un comune dell'Ungheria di 540 abitanti (dati 2001). È situato nella contea di Zala.